# Kolumban Sichelschmid

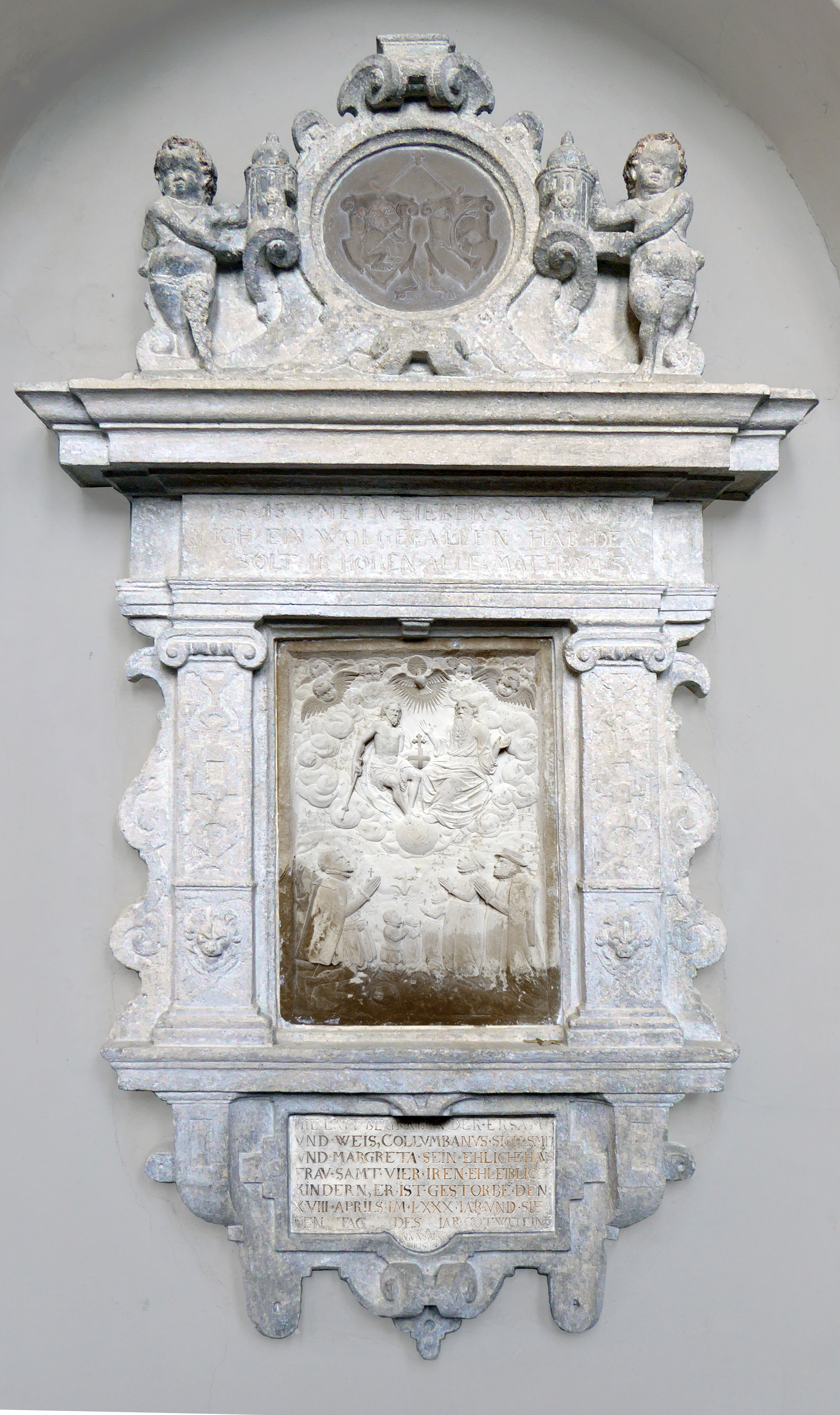
Epitaph von Collumbanus Sichlsmit, 1580, Pfarrkirche Imbach

Kolumban Sichelschmid (* vor 1542 in Imbach; † 18. April 1580 in Imbach) war ein hoher Dienstmann des Dominikanerinnenklosters Imbach.
Er war Sohn des Senftenberger Richters Stephan Sichelschmid und mit einer Margaretha verheiratet. Mit dieser hatte er zwei Söhne und zwei Töchter. Er bewohnte (wie sein Vater vor ihm) den Turmhof von Imbach (heute Kirchengasse 8).

## Epitaph
Wohlbegütert zählte Sichelschmid zu den einflussreichsten Personen seiner Zeit im Kremstal und hinterließ in der Pfarrkirche Imbach zu seiner Erinnerung ein künstlerisch besonders wertvolles Renaissance-Epitaph links im Presbyterium.
Auf dem zentralen Epitaphbild aus Solnhofener Plattenkalk ist der Stifter mit seiner Frau und den Kindern zu sehen. Links und rechts über diesen zeigt sich in den äußeren Zwickeln jeweils eine Stadtansicht mit einem Turm. Das dürfte die älteste Ansicht der wehrhaften Gebäude des Ortes darstellen. Über diesen thront in den Wolken Christus und Gottvater, die als Herrscher der Welt mit ihren Füßen die Weltkugel berühren. Christus ist mit Zepter und Reichsapfel dargestellt, während Gottvater offenarmig segnet. Mittig über ihnen zeigt sich mit Nimbus und Strahlenkranz der heilige Geist in Form einer Taube, der wiederum in den Zwickeln von jeweils drei Engeln umrankt wird.

Über dem Architekturrahmen aus Sandstein und einer Inschrift 

„DIS IST MEIN LIEBER SON AN DEM / ICH EIN WOLGEFALLEN HAB DEN / SOLT IR HOREN ALLE, MATH AM“

 hält jeweils seitlich ein Amor eine Rollwerkwalze und umrahmt damit die Kartusche, welche in Allianz die Wappen von Kolumban (links) und Margaretha (rechts) enthält. Das Wappen von Kolumban präsentiert sich als aufrechter Löwe mit einer Sichel in der Hand, während das von Magaretha einen Lindenzweig zeigt.
Die Inschrift-Tafel am unteren Ende weist folgenden Text auf:

„HIE · LIGT · BEGRABEN · DER · ERSAM · / VND · WEIS, COLLVMBANVS · SICH͜LSMIT / VND · MARGRETA · SEIN · EHLICH͜E· HAVS / FRAV · SAMT · VIER · IREN · EHLEIBLICH / KINDERN, ER · IST · GESTORBE · DEN / XVIII · APRILS · IM · LXXX · IAR, VND · SIE / DEN ... TAG ... DES ... IAR · GOT · WELE · INE / VN, VUS · AL · GN͜E / DIG SEIN“

Inschrift und Darstellung zeigen, dass vor dem Vater wohl die drei jüngsten Kinder verstarben, aber die älteste Tochter und seine Frau ihn überlebt haben. Letztere wohl um Jahre, denn sie ist noch als Ehefrau von Josaphat Ysperer „dem Jüngeren“ 1588 bezeugt. Dass sie ebenso in demselben Grabe bestattet ist, scheint unwahrscheinlich, da am Epitaph die Sterbedaten für sie offengelassen wurden.